# Estação Ferroviária de Alcantarilha
A Estação Ferroviária de Alcantarilha, igualmente conhecida como de Alcantarilha - Praia de Armação de Pêra, é uma interface da Linha do Algarve, que serve nominalmente a localidade de Alcantarilha e a Praia de Armação de Pêra, no Distrito de Faro, em Portugal.

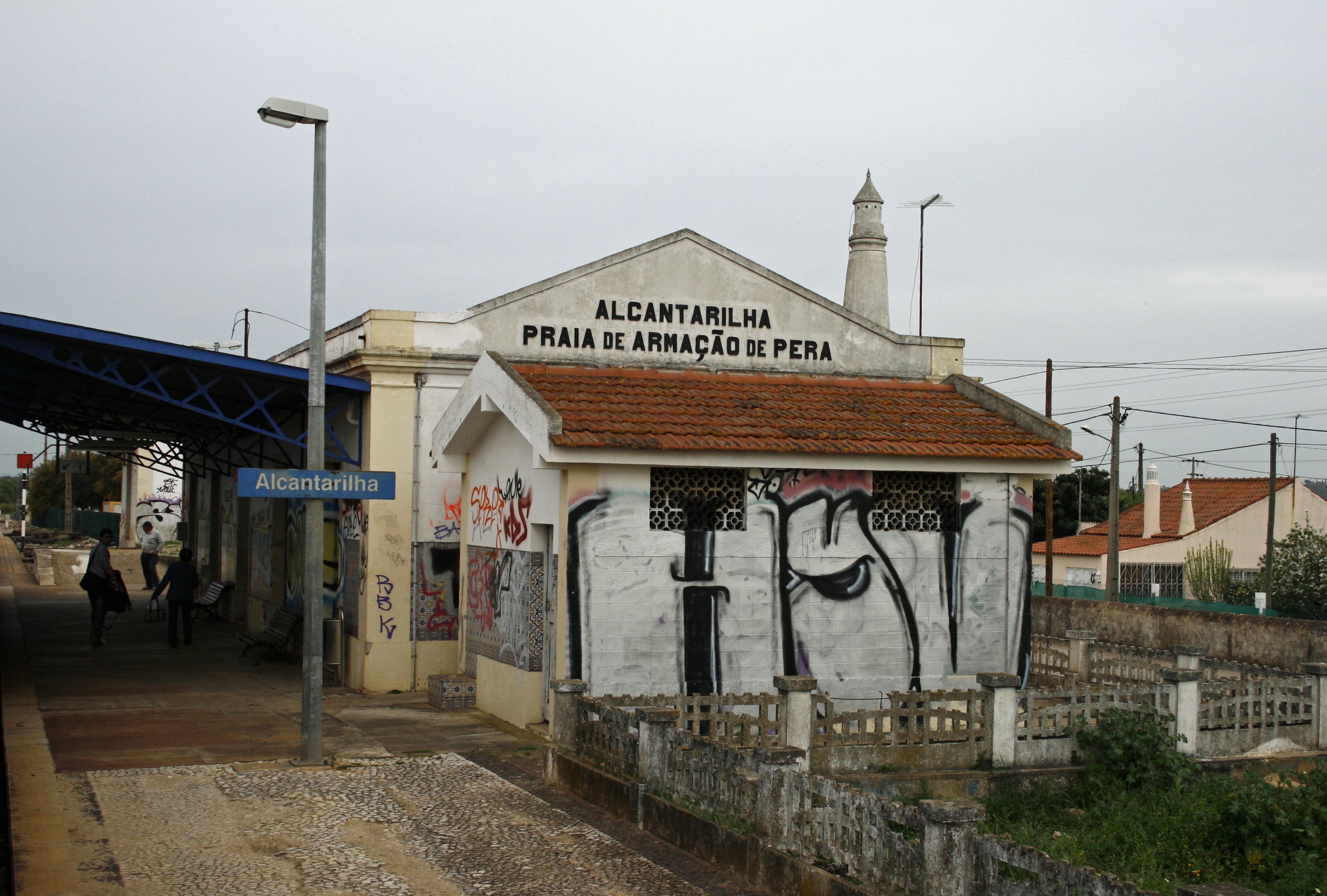
A estação de Alcantarilha, em 2010, mostrando ambas as designações em uso.

## Descrição

### Localização e acessos
A estação de Alcantarilha situa-se na localidade de Alcantarilha-Gare / Estevais, distando consideravelmente das localidades nominais, via EN269-1: o trajeto completo até à Armação de Pêra é de 9,7 km (desnível acumulado de +102−126 m), ficando Alcantarilha sensivelmente a meio: 5,8 km (+59−68 m).

### Infraestrutura
Esta interface apresenta apenas duas vias de circulação (I e II), ambas com 240 m de extensão e cada uma acessível por plataforma de 80 m de comprimento e 685 mm de altura. O edifício de passageiros situa-se do lado sul da via (lado direito do sentido ascendente, a Vila Real de Santo António).

### Serviços
Em dados de 2023, esta interface é servida por comboios de passageiros da C.P. de tipo regional tipicamente com nove circulações diárias em cada sentido entre Lagos e Faro.

## História
Nos finais do século XIX, foi planeada a construção do Ramal de Portimão, que deveria unir aquela vila à Linha do Sul, tendo-se desde o início ponderado a instalação de uma gare que servisse a localidade de Alcantarilha. Em Fevereiro de 1900, já as locomotivas de obras alcançavam Alcantarilha, prevendo-se para breve a abertura do troço até Poço Barreto. Com efeito, o lanço entre Algoz e Poço Barreto entrou ao serviço em 19 de Março desse ano, como parte do Ramal de Portimão.
Em 18 de Setembro de 1930, a Junta Autónoma das Estradas anunciou a abertura do concurso para a construção de um ramal da Estrada Nacional 108 até às Ferreiras, passando pelas estações de Alcantarilha e Tunes.
O Decreto-Lei n.° 116, de 20 de Junho de 1992, integrou o troço entre Tunes e Lagos na Linha do Algarve.

Em 2004, esta estação possuía duas vias de circulação. Em 2011, ambas as linhas apresentavam 243 m de comprimento; a primeira plataforma tinha 105 m de comprimento, e a segunda 235 m, contando ambas as plataformas com 40 cm de altura — valores mais tarde ampliados para os atuais.